# Herb Gniezna
Herb Gniezna – jeden z symboli miasta Gniezno w postaci herbu.

## Wygląd i symbolika
Herb przedstawia srebrnego orła w czerwonym polu. Nad tarczą znajduje się zamknięta złota korona, zwieńczona krzyżem.
Swoją symboliką nawiązuje do historycznych tradycji najstarszej stolicy Polski.

## Historia

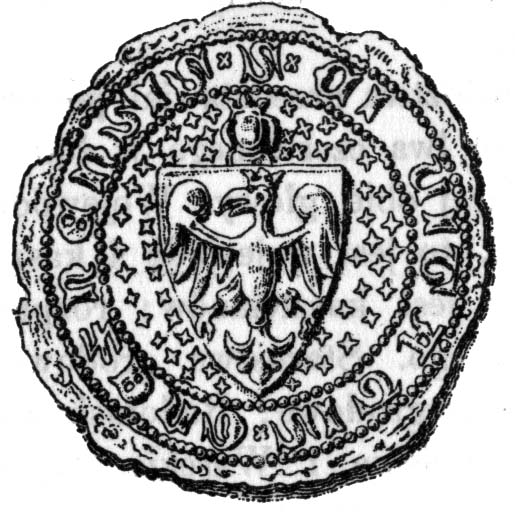
Herb Gniezna na XIV-wiecznej pieczęci

Herb ma długą tradycję sięgającą jeszcze czasów pierwszych Piastów i początków Państwa Polskiego. Orzeł biały widniał na pieczęciach miasta, które w większości nie zachowały się po pożarach miasta. Najstarsza zachowana pieczęć z herbem pochodzi z XIX wieku. Wizerunek orła zmieniał się na przestrzeni wieków wielokrotnie jednak zawsze patrzył w prawo a skrzydła miał rozpostarte.
W 1839 rząd Pruski początkowo zezwolił na używanie w herbie orła białego lecz bez korony, jednak później wycofano wszystkie białe orły i zastąpiono je czarnymi. W 1923 r. został przywrócony miastu jego dawny herb – ukoronowany orzeł na tarczy.